# Virginie Bourdille-Mendes
Virginie Mendes est une footballeuse française née le 25 janvier 1981. Elle évolue au poste de milieu de terrain au Juvisy FCF.
Elle fut sacrée championne de France en 2003 et en 2006 avec Juvisy. Elle remporta le Challenge de France en 2005 avec Juvisy.
Elle a joué dans l'équipe de France féminine des moins de 21 ans.

## Carrière
- Morsang sur Orge
- depuis 1990 : Juvisy FCF

## Palmarès
- Championne de France de D1 en 2003 et en 2006 avec Juvisy
- Vainqueur du Challenge de France en 2005 avec Juvisy